# Бивак (спорт)
Бива́к (бивуа́к, от нем. Biwack; фр. bivouac — «добавочный караул снаружи здания, в котором находится основная стража») — оборудованное место расположения людей на отдых (днёвку, ночёвку) в условиях естественной природной среды.
Организация бивака является необходимым и обязательным элементом видов спорта, связанных с преодолением природных препятствий (альпинизм, скалолазание, спортивный туризм, спелеотуризм, ралли-марафоны), в связи с необходимостью длительного пребывания в естественной природной среде.

## Виды биваков

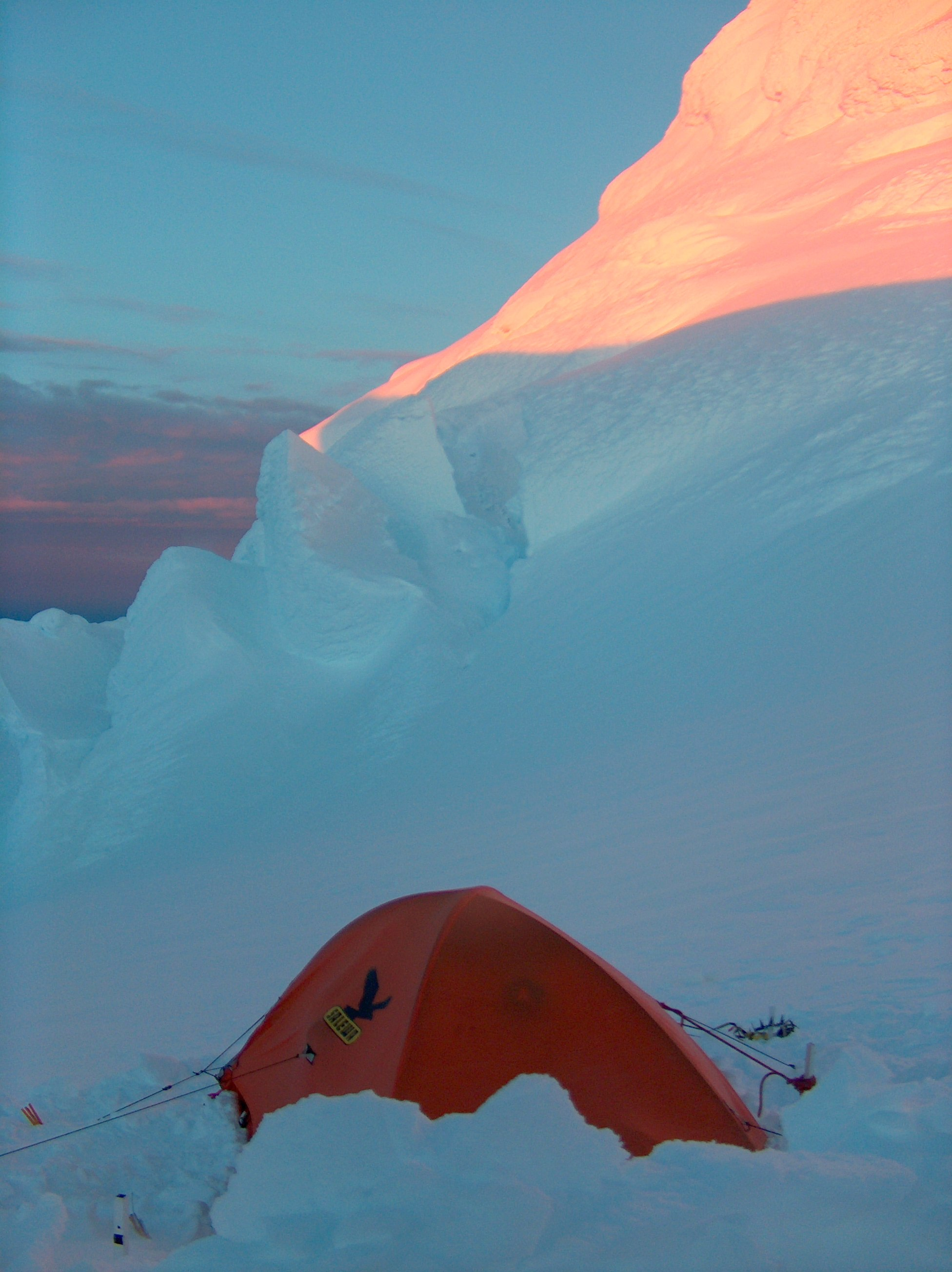
Высокогорный бивак

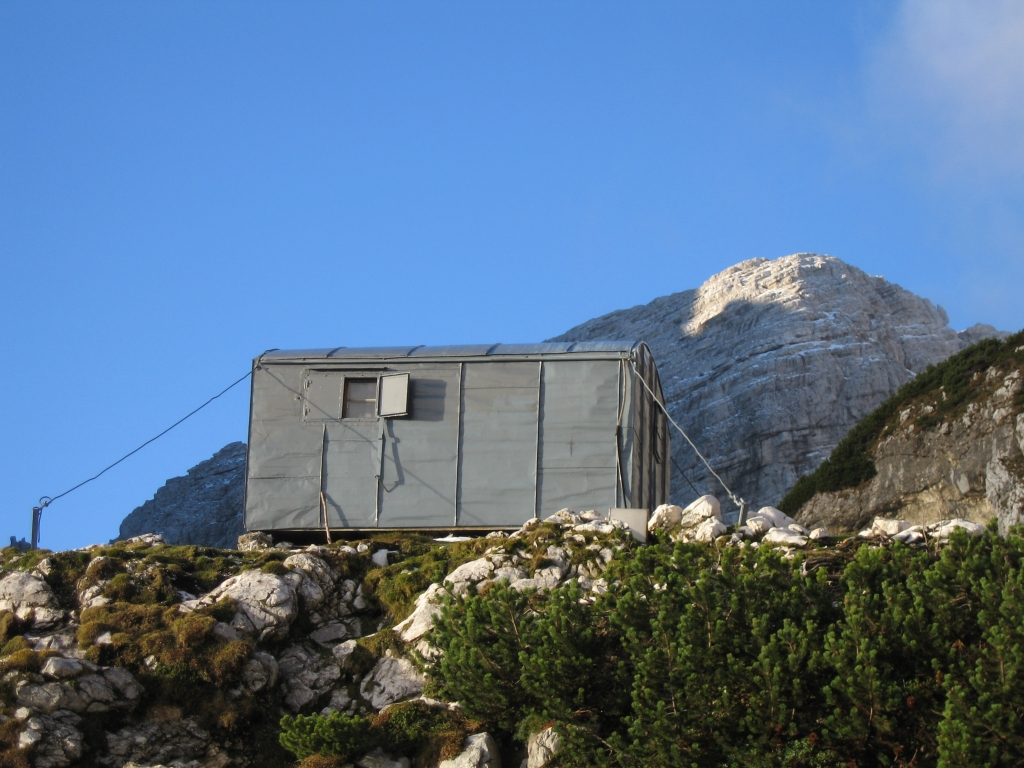
Горная хижина

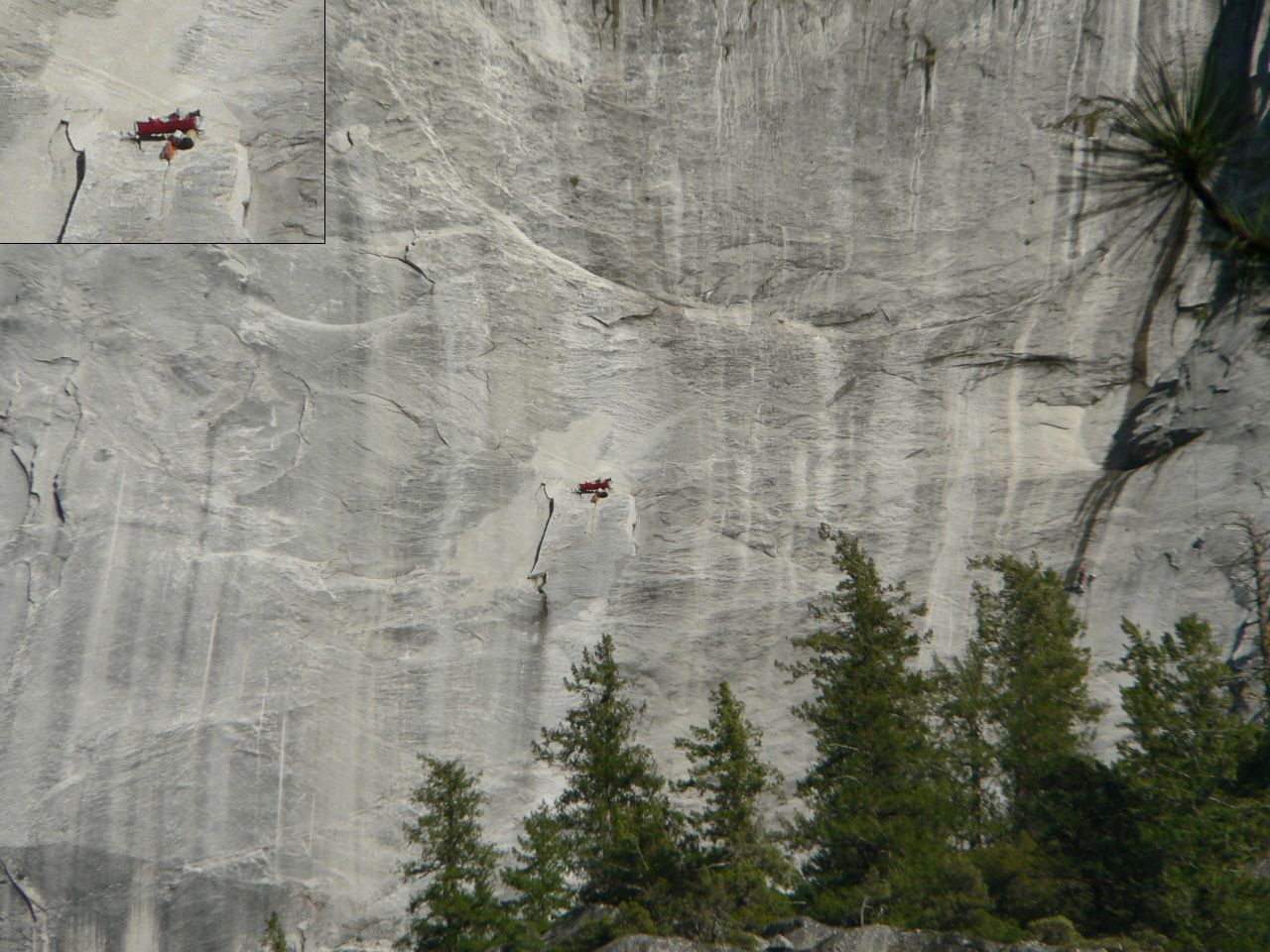
Бивак на стене в Йосемитском национальном парке, США

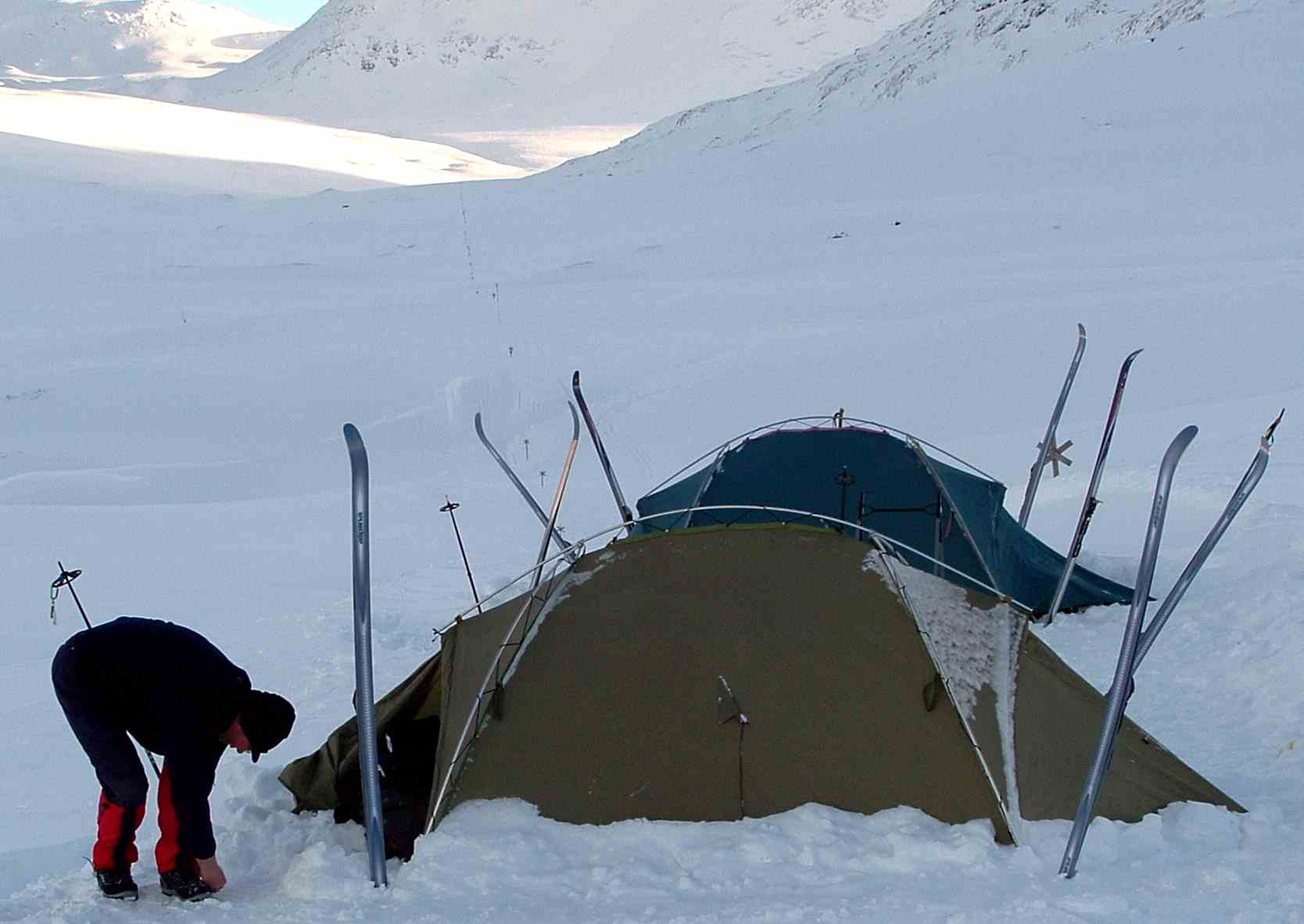
Бивак в зимнем туристском походе

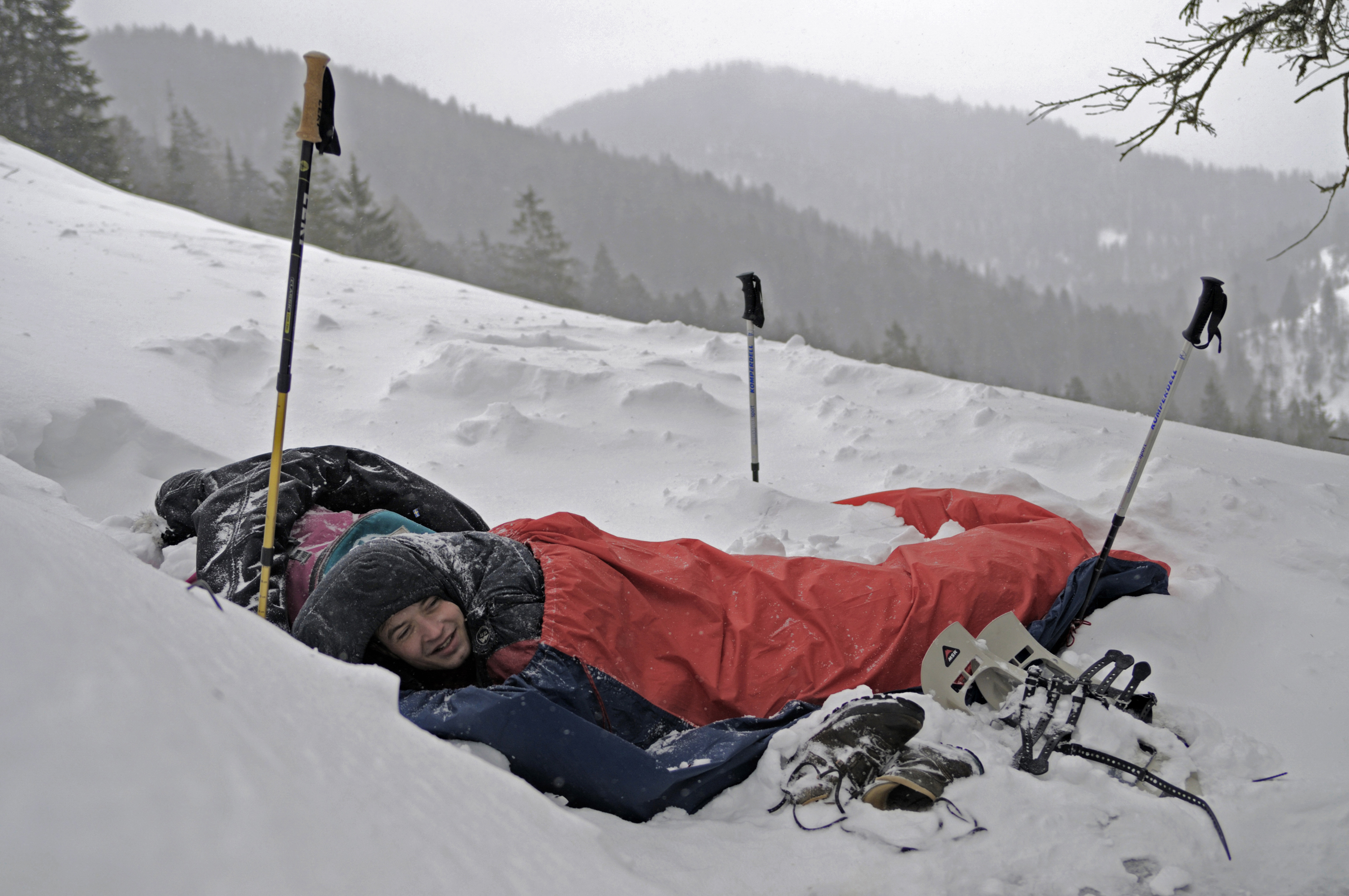
Бивак под открытым небом с использованием бивачного мешка

В зависимости от условий расположения на ночёвку бивак может быть:
- С использованием бивачного снаряжения
- Без использования бивачного снаряжения[3]

Под бивачным снаряжением понимают специальное оборудование (палатки, коврики, карематы, раскладушки, спальные мешки, оборудование для приготовления пищи) которое люди несут с собой.
Организация бивака без бивачного снаряжения возможна в тех случаях, когда место расположения на бивак обладает дополнительными особенностями, которые могут быть использованы.
Способы организации бивака без бивачного снаряжения:
- В горных хижинах, охотничьих домиках и других сооружениях на маршруте. Горные хижины сооружают в часто посещаемых горных районах для укрытия людей от непогоды и предоставления места ночлега
- В естественных природных укрытиях (гротах, пещерах, под большим деревом)
- Во временно построенных из подручных средств укрытиях (шалашах, под навесами из плёнки и других подобных сооружениях)[5]
- Под открытым небом. Данный способ возможен, если позволяют природно-климатические условия

В каждом виде спорта существуют свои особенности организации биваков.
В ралли-рейдах, в частности на ралли-марфонах (DAKAR, SilkWay, Abu Dhabi Desert Challenge, Rally OiLybya du Maroc) бивуаки располагают в удобных для участников местах, недалеко от аэродромов, либо непосредственно на территории аэропортов (аэродромов).
На некоторых ралли-марафонах бивуак располагают постоянно на одном месте. Это удобно с точки зрения отсутствия ежедневных передвижений механиков, позволяет сервисным командам отдыхать после ночных работ с техникой до прибытия спортсменов после финиша очередного спецучастка.
На ралли-марафонах, проходящих не локально и пересекающих большие расстояния (страны, континенты), продолжающиеся неделю и более, бивуаки постоянно перемещают из города в город. Расположение бивуаков на ралли-марафонах в обязательном порядке находится на территории аэропортов (аэродромов), так как большое количество журналистов и техники обеспечения перевозят по воздуху.
Ежедневно на рассвете все тяжёлые технички и машины сопровождения выдвигают на новое место бивуака, который может быть расположено на расстоянии от 200 до 1000 км.
До прибытия первого участника гонки бивуак уже должен быть построен и полноценно функционировать (удобства, душевые, питание) и это является непростой задачей для организаторов марафона. Поэтому в последнее время бивуаки строят и обеспечивают по принципу «через один», то есть всё оборудование и люди, работающие на объектах бивуака, снявшись сегодня с одного места, направляют не на бивуак, на который прибудут в текущий вечер участники гонки, а через один.
Участники соревнования самостоятельно решают вопросы с ночёвкой, используя для этого палатки, автодома, дома-прицепы.

## Бивак в альпинизме и скалолазании
Организация бивака в альпинизме и скалолазании зависит от особенностей рельефа, высоты, трудности маршрута, климатических условий. Организация бивака также предполагает использование оборудования для приготовления горячей пищи: компактных газовых плит (горелок), специальных кастрюль, автоклавов.
При восхождении на высокие горы используют специальные высокогорные палатки, устойчивые по отношению к сильному ветру и морозу.
При восхождении в высоких горах для организации бивака используют также утрамбованный ветром снег, фирн для строительства ветрозащитных стенок или снежной хижины (иглу). Если позволяют рельеф и время, то иногда роют пещеры в снегу.
При восхождении по крутым отвесным стенам, когда нет возможности установить палатку на ровном (или относительно ровном) месте, используют гамаки и изготовленные из лёгких металлических конструкций платформы, которые подвешивают к скале, забивая скальные крючья.

## Бивак в туризме
Особенность организации бивака туристами состоит в том, что рельеф, который они преодолевают, как правило, носит более равнинный характер. Поэтому, в зависимости от вида туризма используют различные виды бивачного снаряжения. При занятии пешим или лыжным туризмом это, в основном палатки, коврики, оборудование для приготовления пищи. В зимних походах используют специальные сборно-разборные печки, которые устанавливают внутри палатки для отопления. Туристы по очереди дежурят у топящейся печки для обеспечения безопасности и поддержания огня.
При организации туристского бивака, в отличие от альпинизма, как правило, организуют костёр для приготовления пищи, обогрева. Поэтому в бивачное снаряжение входят: пила, топор, приспособления для подвески на огонь кастрюль, котлов, предназначенных для приготовления пищи.
Автотуристы имеют возможность взять с собой значительно больше бивачного оборудования для обеспечения большего комфорта, которое может включать также лёгкую переносную мебель.

## Бивак в спелеологии

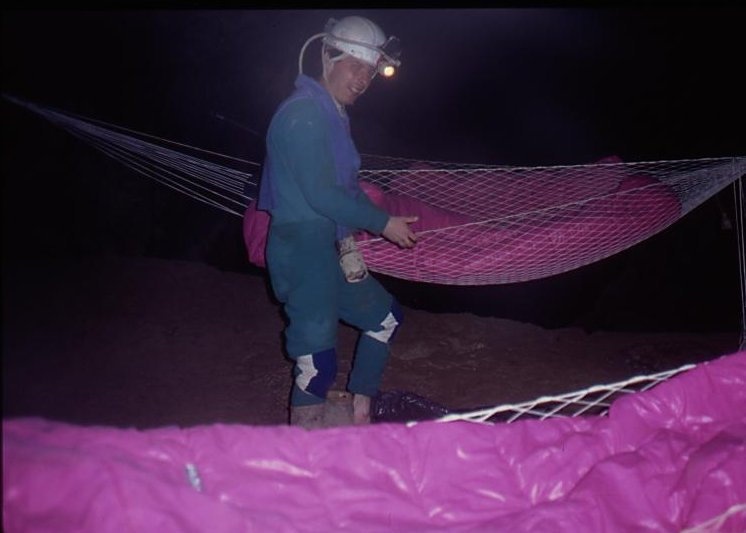
Бивак спелеологов под землёй

В спелеологии, называемой иногда «альпинизмом наоборот», предъявляют свои требования к организации биваков. Это могут быть палатки, гамаки, спальные мешки, оборудование для приготовления пищи, осветительное и другое оборудование.